# Villehardouin
Die Familie Villehardouin aus der gleichnamigen Ortschaft, die heute Val-d’Auzon heißt und im nordfranzösischen Department Aube in der Champagne liegt, spielte im 13. Jahrhundert im Zusammenhang mit den Kreuzzügen eine wichtige Rolle in Griechenland bzw. dem Byzantinischen Reich. Zu ihr gehören:
- Vilain de Villehardouin, † vor 1170
  - Jean de Villehardouin († nach 1216) ⚭ N. N.
    - Gottfried I. von Villehardouin († 1228), Fürst von Achaia 1209 bis um 1228 ⚭ N. N
      - Gottfried II. von Villehardouin (* 1195; † 1246), Fürst von Achaia um 1228 bis 1246
      - Wilhelm II. von Villehardouin († 1. Mai 1278), Fürst von Achaia 1246 bis 1278 ⚭ 1) NN., ⚭ 2) Carintana dalle Carceri († 1255), ⚭ 3) 1259 Anna Komnene Dukaina[Anm. 1]
        - Isabella von Villehardouin (* 1263; † 23. Januar 1312), regiert Achaia 1289 bis 1307, ⚭ 1) Philipp von Anjou (* 1256; † 1277); ⚭ 2) Florenz von Hennegau, Mitregent 1289–1297 (Haus Avesnes); ⚭ 3) Philipp von Savoyen, Mitregent 1307–1307 (Haus Savoyen)
        - Margarete von Villehardouin, Prätendentin; ⚭ Isnard de Sabran († 1297)

    - Aremburge von Villehardouin; ⚭ Bernard III. († ca. 1212), Herr von Montbard und Époisses (Haus Montbard)

  - Gottfried von Villehardouin (* 1160; † um 1212), Marschall der Champagne, Chronist des Vierten Kreuzzugs
    - Erard I. († 1224), genannt de Villy, Sire de Lézinnes, de Villehardouin etc.
      - Guillaume I. de Lezinnes († 1246), 1232 Marschall der Champagne,
        - Erard II. de Lezinnes († 1279), 1270/79 Bischof von Auxerre, 1276 Kardinal und Bischof von Praeneste
        - Guillaume II. de Lezinnes († 1264) – Nachkommen
        - Isabeau († nach 1299); ⚭ Gaucher IV. de Châtillon († 1261) aus dem (Haus Châtillon)